# Lars Ricken
Lars Ricken (Dortmund, 1976. július 10.  ) német válogatott labdarúgó. Egész pályafutását a Borussia Dortmund csapatában töltötte.

## Pályafutása

### Klubcsapatokban
A Borussia Dortmund színeiben 1994. március 8-án szerepelt először, ekkor még nem volt 18 éves. Ismeretséget akkor szerzett, amikor az 1996/97-es bajnokok ligája sorozatának döntőjében csereként beállva első labdaérintéséből gólt szerzett a Juventus ellen. Mindössze 16 másodperce volt csak a pályán, amikor betalált. Az ezt követő években több alkalommal is sérülések nehezítették a pályafutását.
A 2002-es vb után ismét megsérült és a Dortmund második csapatához került. 2007 áprilisában vissza akart vonulni, azonban 2008 februárjában az MLS-ben szereplő Columbus Crew csapatával edzett. Néhány nappal később visszatért Dormundba.
2009 februárjában bejelentette visszavonulását a profi labdarúgástól.

### Válogatottban
A felnőtt válogatottban 1997. szeptember 10-én mutatkozott be egy Örményország elleni vb-selejtezőn. Azonban az 1998-as világbajnokságra és az azt követő 2000-es Európa-bajnokságra utazó keretbe nem került be. A 2002-es vb-re beválogatták, de egyetlen percet sem töltött a pályán, csapata pedig végül ezüstérmes lett.

## Sikerei, díjai
Németország
- Világbajnokság:
  - 2. hely (1): 2002

Borussia Dortmund
- Bajnokok ligája:
  - 1. hely (1): 1996–97
- Interkontinentális kupa
  - 1. hely (1): 1997
- UEFA-kupa:
  - 2. hely (1): 2001–02
- Bundesliga:
  - 1. hely (3): 1994–95, 1995–96, 2001–02
- DFB-Pokal: 
  - 2. hely (1): 2007–08
- Német ligakupa:
  - 2. hely (1): 2003